# Bell 430
Bell 430 — американо-канадский двухдвигательный средний многоцелевой вертолет, выпускаемый компанией Bell Helicopter. Он является удлиненным и более мощным вариантом Bell 230, который, в свою очередь, был основан на более раннем Bell 222.
Совершил первый полет в ноябре 1994 года, серийно производится в Канаде с 1995 года. 

## Разработка и производство
Приступая к модернизации вертолёта модели 222 в усовершенствованную модель 230, инженеры Bell начали предварительные проектные работы по проектированию удлиненной производной модели с четырехлопастным несущим винтом в 1991 году. Bell 430 был официально запущен в феврале 1992 года начиная с двух прототипов, модифицированных из Bell 230. Первый из них поднялся в воздух в новой конфигурации 25 октября 1994 года, а второй прототип, оснащенный полным комплектом новой авионики, совершил первый полет 19 декабря 1994 года.
Производство Bell 230 официально завершилось в августе 1995 года, и началось производство модели 430. Первый серийный вертолёт этого типа был построен позже в том же году. Канадский сертификат типа был выдан 23 февраля 1996 года. Поставки заказчикам начались в середине 1996 года.
24 января 2008 года компания Bell объявила о планах прекратить производство модели 430 после выполнения заказов в 2008 году. Производство было прекращено после того, как было построено 136 вертолетов, последний из которых был поставлен заказчику в мае 2008 года. 

## Конструкция

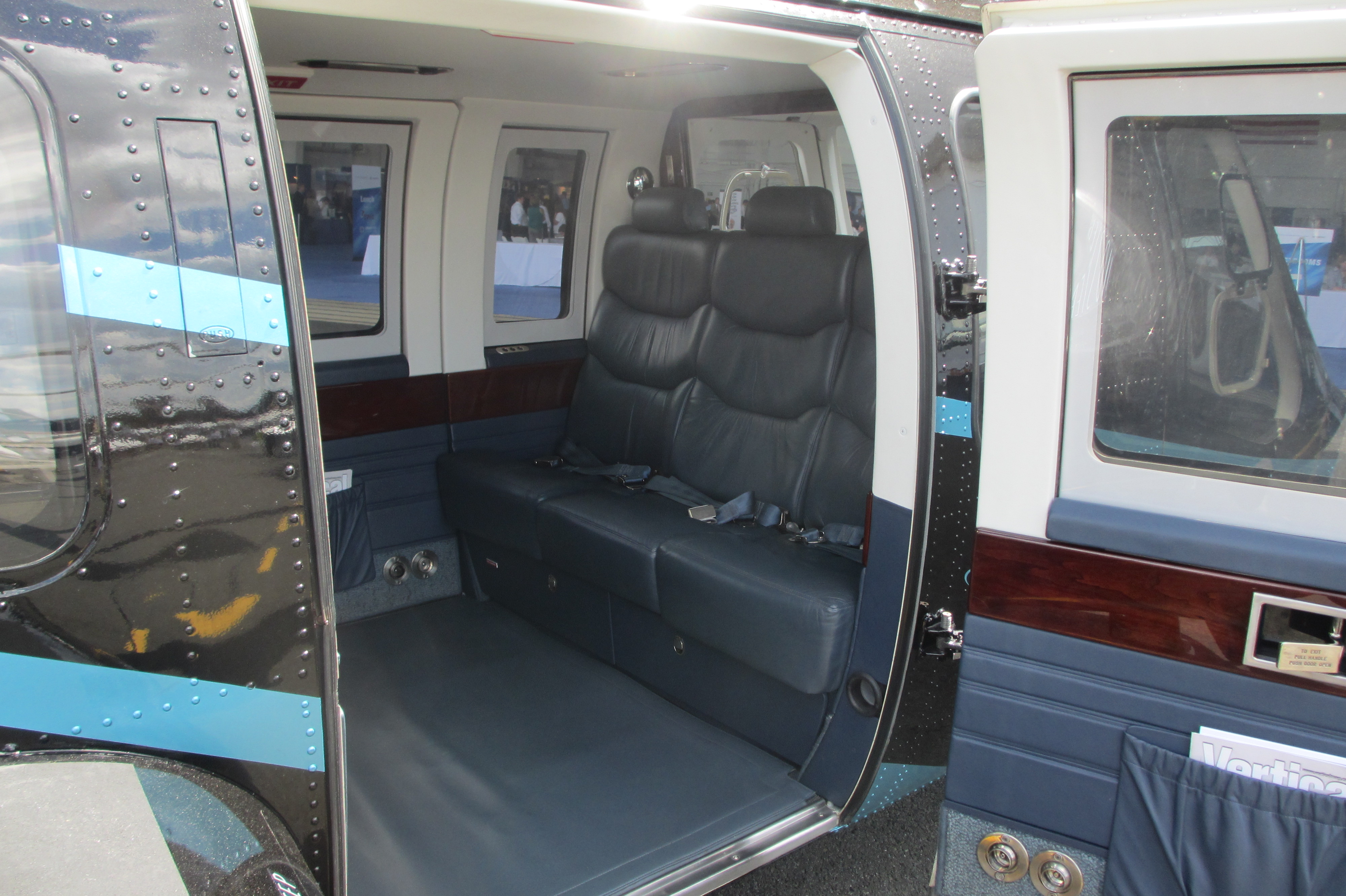
Пассажирский салон вертолёта Bell 430

Bell 430 имеет несколько существенных улучшений по сравнению с 230, наиболее значительным из которых является новый четырехлопастной, безопорный, безшарнирный,  несущий винт, изготовленный из композитных материалов. Хотя и модели 230  и 430 оснащены турбовальными двигателями Rolls-Royce (Allison) 250, двигатели Bell 430 (взлетной мощностью 582 кВт) на 10% мощнее. Другие изменения включают удлиненный на  46 сантиметров фюзеляж, обеспечивающий установку двух дополнительных мест, кабину экипажа, оснащенную электронной системой пилотажных приборов и выбор вариантов шасси между полозковыми или убирающимися колесными шасси.
Максимальная взлетная масса вертолёта составляет 3900 кг. Bell 430 в типичной конфигурации вмещает десять человек, включая пилота и второго пилота, а также восемь пассажиров в главном салоне за кабиной пилотов на трех рядах сидений. Также предлагались шести- и восьмиместные компоновки для вариантов вертолёта в VIP-версии. В роли вертолёта воздушной скорой медицинской помощи он может перевозить одного или двух пациентов на носилках с четырьмя или тремя медицинскими работниками соответственно. Максимальная грузоподъемность вертолёта с учётом наличия внешней подвески составляет 1600 кг.

## История службы
Вертолёт Bell 430 поступил заказчикам в 1996 году, в том же году было поставлено тринадцать этих летательных аппаратов.  В 1998 году в эксплуатации находилось около 50 единиц Bell 430, налетавших в общей сложности 9000 часов.
3 сентября 1996 года американcкие пилоты Рон Бауэр и Джон Уильямс побили рекорд кругосветного перелета на вертолете Bell 430, совершив перелет, стартовав на запад из Великобритании за 17 дней, 6 часов и 14 минут.

## Операторы
Представлены некоторые гражданские и военные операторы вертолёта Bell 430

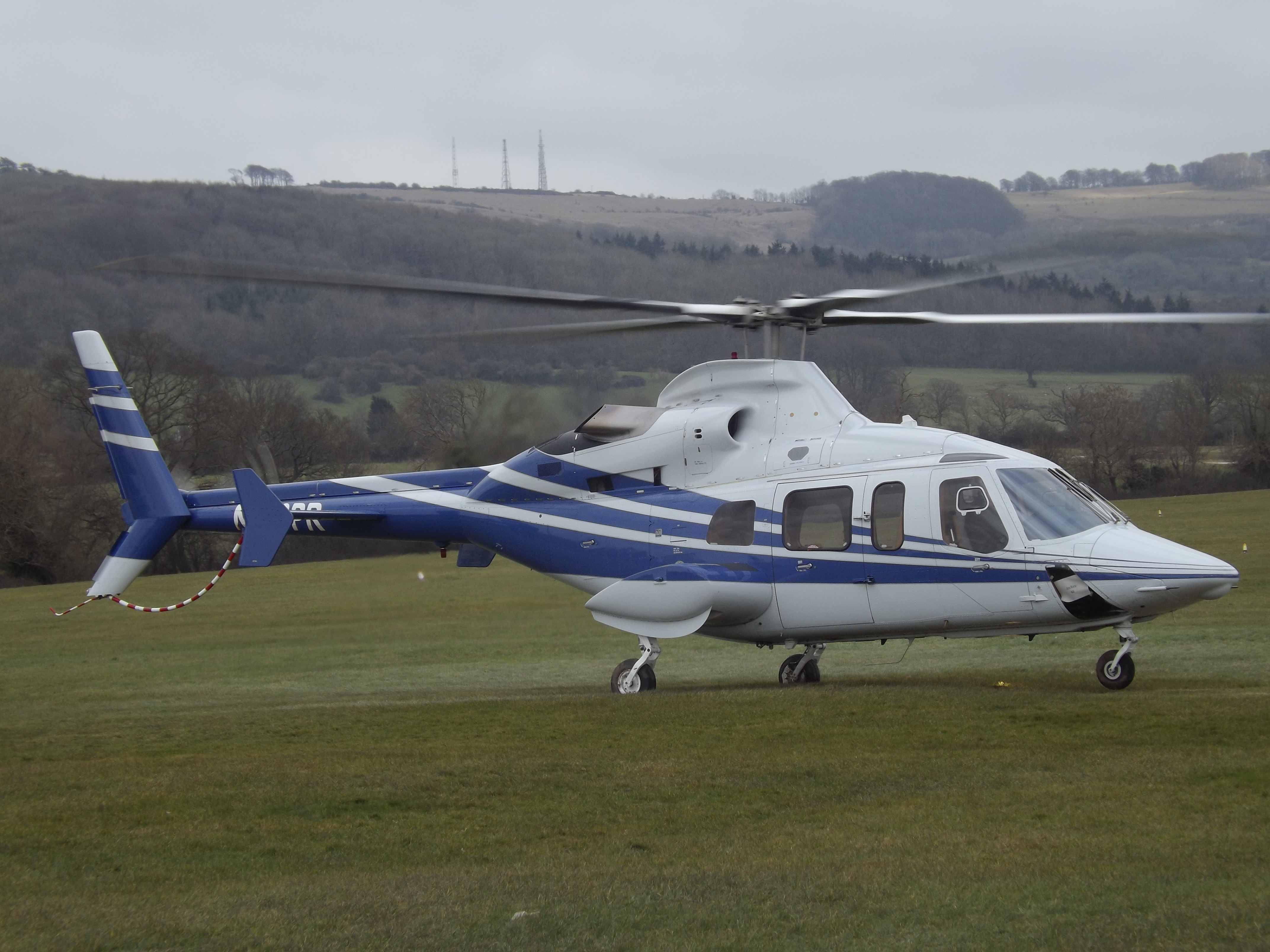
Bell 430 на посадочной площадке в Челтнэме

 Болгария
- ВВС Болгарии[7]

 Доминиканская Республика
- ВВС Доминиканской Республики[8]

 Индонезия
- Pelita Air[9]

 Мексика
- Правительство Мексики[10]

 США
- Госпиталь Университета Юты[11]
- Полиция штата Луизиана[12]
- Полиция штата Нью-Йорк[13]

 Эквадор
- ВМС Эквадора[14]

## Тактико-технические характеристики
Приведённые характеристики соответствуют модификации Bell 430 с колёсным шасси.
Источник данных: Jane's 

Технические характеристики
- Экипаж: 1-2 пилота
- Пассажировместимость: до 9 пассажиров
- Длина: 15,3 м
- Длина фюзеляжа: 13,44 м
- Диаметр несущего винта: 12,8 м
- Диаметр рулевого винта: 2,1 м
- Ширина фюзеляжа: 3,45 м (по спонсоны)
- Высота: 3,72 м
- Площадь, ометаемая несущим винтом: 128,71 м²
- База шасси: 4,17 м
- Колея шасси: 2,78 м
- Масса пустого: 2 430 кг
- Максимальная взлётная масса: 4 218 кг
- Масса полезной нагрузки: 1 788 кг
  - на подвеске: 1 587 кг
- Объём топливных баков: 710 л
- Силовая установка: 2 × турбовальных Rolls-Royce 250-C40B
- Мощность двигателей: 2 × 808 л.с. (2 × 603 кВт (взлётная))Габариты кабины
- Длина: 2,77 м (без кабины пилотов)
- Ширина: 1,37 м
- Высота: 1,3 м
- Полезный объём: 4,5 м³

Лётные характеристики
- Максимально допустимая скорость: 277 км/ч
- Максимальная скорость: 265 км/ч
- Крейсерская скорость: 250 км/ч
- Практическая дальность: 509 км
- Продолжительность полёта: 2 ч 48 мин
- Практический потолок: 5 590 м
- Статический потолок:  
  - с использованием эффекта земли: 3 078 м
  - без использования эффекта земли: 1 890 м
- Нагрузка на диск: 32,8 кг/м²
- Тяговооружённость: 184,5 Вт/кг (на трансмиссию)